# Geert ten Dam
Geertrudis Theresia Maria (Geert) ten Dam (Eindhoven, 6 november 1958) is een Nederlandse wetenschapper en 
bestuurder. Ten Dam is hoogleraar onderwijskunde aan de Universiteit van Amsterdam en was voorzitter van het College van Bestuur van deze universiteit van 1 juni 2016 tot 1 juni 2024. Daarnaast was Ten Dam kroonlid van de Sociaal-Economische Raad, en voorzitter van de Onderwijsraad.

## Biografie
Ze kreeg haar lagere en middelbareschoolopleiding in Oss. Vanaf 1977 tot 1984 studeerde ze andragologie richting volwasseneducatie aan de Universiteit van Amsterdam (UvA). Alles onder het mom van “de wil om te weten”. Vervolgens begon ze aan een promotietraject sociale wetenschappen onder supervisie van Iteke Weeda aan de Rijksuniversiteit Groningen (RuG). In 1989 promoveerde Ten Dam op het proefschrift Vrouwen verschillen in de volwasseneneducatie : sekse, etniciteit en leeftijd in een ideologie-theoretische benadering van schooluitval. In haar onderwijskundig onderzoek bestudeert Ten Dam met name onderwerpen die raken aan sociale ongelijkheid, burgerschap, volwassenenonderwijs en andere aspecten van de sociale kwaliteit van onderwijs. Sinds 1999 is ze hoogleraar aan de UvA op de leerstoel "Onderwijskunde, in het bijzonder individuele en sociaal-culturele verschillen bij leren en instructie". Ze aanvaardde dit ambt met de rede Pedagogisch geleerd.
Naast haar werk als wetenschapper is Ten Dam actief op bestuursgebied. Van 2005 tot 2014 was ze lid van de Onderwijsraad, waarvan de laatste vier jaar als voorzitter. Bij haar afscheid als voorzitter van de raad ontving Ten Dam een koninklijke onderscheiding. Sinds december 2015 is Ten Dam Kroonlid bij de Sociaal-Economische Raad (SER). Daarnaast is zij in 2016 benoemd als collegevoorzitter van de Universiteit en Hogeschool van Amsterdam (HvA). Op 1 maart 2017 gingen de UvA en HvA officieel uit elkaar. Sinds die datum is Ten Dam collegevoorzitter van de UvA. In 2020 tekende ze voor vier jaar bij in een tijd dat de UvA onder vuur lag vanwege ongepast gedrag van een van de docenten en coronacrisis. Ook dan combineert ze die functie met het hoogleraarschap.
Ze zit dan ook al een aantal jaren in de Amsterdam Economic Board en is initiatiefnemer van de multidisciplinaire Amsterdamse coalitie AI Technology for people ter promotie en stimulering van artificiële intelligentie op de domeinen business innovation, health en citizens.
Per 1 juni 2024 volgde zij Andrée van Es op als voorzitter van de raad van toezicht van het Universitair Medisch Centrum Groningen (UMCG). Op 17 januari 2025 ontving Ten Dam de Frans Banninck Cocqpenning uit handen van de Amsterdamse loco-burgemeester, namens burgemeester Femke Halsema en het college van Burgemeester & Wethouders. Deze gemeentelijke onderscheiding wordt toegekend aan personen die zich op uitzonderlijke wijze hebben in gezet voor de stad Amsterdam. Zij werd geëerd voor haar bijdragen aan kansengelijkheid, onderwijs en maatschappelijke samenwerking. Ten Dam was tot juni 2024 voorzitter van het College van Bestuur van de Universiteit van Amsterdam.

## Geselecteerde publicaties
- M. Volman, G.T.M. ten Dam (1998). Equal but different: contradictions in the development of gender identity in the nineties. In: British Journal of Sociology of Education
- G.T.M. ten Dam, M.L.L. Volman (2004). ‘Critical thinking as a citizenship competence: teaching strategies’. In Learning & Instruction.
- L.W. Peters, G. Kok, G.T.M. ten Dam, G.J. Buis, T.G.W.M. Paulussen (2009), 'Effective elements of school health promotion across behavioral domains: a systematic review of reviews'. In: BMC Public Health
- A. Munniksma, A.B. Dijkstra, I. van der Veen, G. Ledoux, H. van de Werfhorst, G. ten Dam (2017). Burgerschap in het voortgezet onderwijs. Nederland in vergelijkend perspectief. Amsterdam University Press.
- Dam, G. ten, Dijkstra, A.B., Veen, I. van der, & Goethem, A. van (2020). ‘What Do Adolescents Know about Citizenship? Measuring Student’s Knowledge of the Social and Political Aspects of Citizenship’. In: Social Sciences.
- G.T.M. ten Dam (1989), Vrouwen verschillen in de volwasseneneducatie : sekse, etniciteit en leeftijd in een ideologie-theoretische benadering van schooluitval, proefschrift Rijksuniversiteit Groningen